# Кале (град)
Вижте пояснителната страница за други значения на Кале.
Кале (на френски: Calais; на нидерландски: Kales) е град в северна Франция, департамент Па дьо Кале, на който е подпрефектура. Въпреки че Кале е най-големият град в Па дьо Кале, столица на департамента е третият най-голям град в него, Арас.
Населението на агломерацията на града според преброяването от 1999 г. е 125 584 души.
Кале се намира на протока Па дьо Кале (Доувърски проток), най-тясната точка от Ламанша, широк само 34 км. Той е най-близкият до Великобритания френски град и няколко века е под английска власт. Белите скали на Доувър могат лесно да се видят оттук при ясно време.
Старата част на града (Северно Кале) се намира на изкуствен остров, обграден с канали и пристанища. Новата част, или Сен Пиер, се намира на юг-югоизток от нея.

## Известни личности
Родени в Кале
- Форд Мадокс Браун (1821 – 1893), английски художник
- Джерард Дебрю (1921 – 2004), икономист